# Vito Carofiglio
Vito Carofiglio (Bari, 16 agosto 1935 – Bari, 22 ottobre 1996) è stato un francesista italiano critico e saggista, traduttore, poeta e drammaturgo.
Allievo di Luigi de Nardis, è stato professore ordinario e Direttore dell'Istituto di Lingua e Letteratura francese presso la Facoltà di Lingue e Letterature straniere dell'Università di Bari.
Durante la sua carriera ha insegnato presso l'Università di Pescara (1961-1962), l'Università Statale di Milano (1963-1977), l'Università del Quebec a Montreal (1984), l'École des Hautes Études en Sciences Sociales (1989) e l'Università Paris VIII di Parigi (1991-1992).
È stato vivace animatore culturale e organizzatore di convegni nazionali ed internazionali.

## Biografia
Nasce il 16 agosto 1935 a Bari, nel Borgo antico, dove abiterà fino al conseguimento della laurea in Lingua e Letteratura francese con il Prof. Luigi de Nardis.  Ancora laureando è assistente volontario di Lingua e Letteratura italiana con il Prof. Ferruccio Ulivi.
Nel biennio 1961-62 insegna Lingua e Letteratura francese presso l'Università di Pescara; successivamente vince il concorso di Assistente ordinario di Lingua e Letteratura francese presso l'Università alla Statale di Milano dove si trasferisce e dove resterà con la famiglia fino al 1976. Durante quegli anni consegue la libera docenza in Lingua e Letteratura francese e ricopre il ruolo di Professore Incaricato presso la Facoltà di Scienze Politiche di Milano
Nel 1976 vince il Concorso a cattedra di Professore ordinario di Lingua e Letteratura francese e sceglie di tornare a Bari presso la Facoltà di Lingue e Letterature straniere, con l'intento di contribuire allo sviluppo della città nelle sue varie componenti culturali, politiche e sociali.
Cofondatore e direttore della rivista monografica interdisciplinare di espressione francese Lectures fino al 1989.
Dal 1980 al 1983 è direttore dell'Istituto di Lingua e Letteratura francese e si trasferisce per quattro mesi in Canada dove svolge attività di ricerca sull'insegnamento a distanza e tiene un ciclo di conferenze presso l'Università di Montreàl e del Québec.
È Direttore di un Seminario di Cultura rinascimentale-moderna all'”Ecole des Hautes Etudes en Science Sociales” di Parigi.
È docente di Analisi del testo teatrale presso l'Università Paris VIII; Nuovamente Direttore dell'Istituto di Lingua e Letteratura francese presso la Facoltà di Lingue e Letterature straniere dell'Università di Bari
Nel 1995 fonda a Bari, insieme ad Ernesto Quagliariello, il Centro Universitario per il Teatro, per le Arti visive, la Musica, il Cinema (C.U.T.A.M.C.).
Muore alla vigilia del Congresso Internazionale “L'Europa e il Teatro 2” da lui organizzato. Lascia inediti numerosi scritti, a testimonianza dei suoi molteplici interessi, in particolare nell'ambito della poesia, del teatro e della traduzione.

## Onorificenze
- “Illustri Viro” dell'Università di Bari.
- Cavaliere dell'Ordine delle Palme Accademiche dal Ministero dell'Università della Repubblica Francese.
- Ufficiale dell'Ordine delle Palme Accademiche dal Ministero della Pubblica Istruzione della Repubblica Francese.
- Intitolata a suo nome la Biblioteca dell'Istituto di Lingua e Letteratura francese dell'Università di Bari.
- Intitolata a suo nome l'Aula B della Facoltà di Lingue e Letterature straniere dell'Università di Bari.
- Intitolato a suo nome un giardino sul Lungomare Imperatore Augusto a Bari.

## Attività divulgativa
Ingegno versatile, critico, saggista, poeta, drammaturgo, traduttore, organizzatore di convegni nazionali e internazionali, animatore di iniziative e occasioni di aggregazione sociale e crescita culturale.
La sua attività poetica, per lui primaria, si  è manifestata sin dalla giovinezza con composizioni apparse in "Letteratura" (1965), nel "Baretti" (1966), nell'antologia "Lirici pugliesi del '900), continuando poi con raccolte edite, postume e inedite in lingua italiana, francese e dialetto barese.
L'attività in ambito teatrale – portata in scena in Italia e all'estero - si è espressa attraverso creazioni proprie (Filosofi in carrozzella, Voltaire pare Voltaire, La macchina di Leonardo, Medea Nova), traduzioni e adattamenti di autori classici: Sarrasine (Balzac); in dialetto barese: La storia di Ruzzulane (Ruzante), La Fèmmena qualùngue (Shakespeare).
Organizzatore dei seguenti Congressi tenutisi a Bari: Jean-Paul Sartre (1983); Carte, Gioco, Divinazione e Scrittura (1986); La Rivoluzione Francese (1989); L'Europa e il Teatro (1994); L'Europa e il Teatro 2 (1996).
Dal 1979 al 1996 ha collaborato con la “Gazzetta del Mezzogiorno” trattando nella pagina culturale prevalentemente argomenti inerenti alla cultura e società francese e alla città di Bari.
I suoi studi spaziano dal '500 ai giorni nostri, soffermandosi in particolare su Balzac, Gide, Nerval, Baudelaire, Stendhal, Proust, e sulla letteratura popolare, con particolare attenzione agli aspetti antropologici, filosofici e politici.

### Volumi: saggi e monografie
- André Gide, Poesie, a cura di Vito Carofiglio, Milano, Nuova Accademia, 1964, 158 p
- Nerval e il mito della "pureté", Firenze, La Nuova Italia, 1966, 193 p
- Balzac e la dialettica del romanzo, Bari, De Donato, 1974, 196 p. [B rif. per “Pubblicazioni varie”]
- René Crevel, Il Clavicembalo di Diderot e altri scritti, introduzione, traduzione e cura di Vito Carofiglio, Milano, Feltrinelli, 1980, 178 p.
- Poesia del Quebec - L'uomo in marcia. Gatien Lapointe e altri, a cura di Vito Carofiglio, Bari, Libreria Universitaria, 1985, 111 p.
- II volo della strega e la Francia. Saggi di antropologia letteraria, Bari, Edizioni dal Sud, 1985, 215 p. [VS rif. per “Pubblicazioni varie”]
- Nerval e Baudelaire. Discorsi segreti, Bari, Edizioni dal Sud, 1987, 183 p. [NB rif. per “Pubblicazioni varie”]
- Honoré de Balzac. Oltre i labirinti del romanzo, Roma, La Nuova Italia Scientifica, 1993, 222 p. [LR rif. per “Pubblicazioni varie”]
- Vito Carofiglio e la Francia. 47 fra gli articoli scritti per “La Gazzetta del Mezzogiorno” dal 1979 al 1996, Bari, Edizioni Dal Sud, 2006 [GM rif. per “Articoli – Gazzetta del Mezzogiorno”]

### Pubblicazioni
1. Un inedito di Mallarmé, Lettre à Gide, 17 maggio 1892, "Letteratura”, gennaio-febbraio 1963, p. 70.
2. La Fontaine e le Elégies à Clymène, "ACME", a. XVIII, settembre-dicembre 1965, pp. 263-274.
3. Racine et l'intérêt cosmologique, "Jeunesse de Racine", octobre-décembre 1965, pp. 61-67.
4. "Pur": mot-clé et mot-témoin chez Mallarmé, "Synthèses", 22e année, nn. 258-259, décembre 1967-janvier 1968, pp. 36-44.
5. Ambiguità e coscienza stilistica in Nerval, "ACME", a. XXI, maggio-agosto 1968, pp. 181-216. [raccolto, poi, in NB, alle pp. 11-55]
6. Balzac, in: AA.VV., / Protagonisti della Storia Universale, Milano, C.E.I., vol. IX, 1969, pp. 253-280.
7. Aspects du roman français. De Proust au Nouveau Roman, in: AA.VV., La France du XXe siècle. Aspects de civilisation, publié sous la direction de Geneviève Dell'Acqua Ninnin, Brescia, Minerva Italica, 1969, pp. 61-76.
8. Pour une analyse du langage politique de 1968 en France, par Vito Carofiglio et Anna Boschetti, Milano, C.U.E.M., 1972, pp. 205.
9. La mondanità e i "segni" del ballo nell'opera di Proust, in: AA.VV., Proustiana, Atti del Convegno internazionale di studi sull'opera di Marcel Proust (Venezia, 20-21 dicembre 1971), Padova, Liviana, 1973, pp. 47-69. [raccolto, poi, in VS, alle pp. 161-184]
10. Pour une analyse du langage politique français (Nationalisme, Fascisme et Front Populaire), Milano, C.U.E.M., 1973 (in collaborazione con Anna Boschetti), 394 p.
11. Vallès, Le Cri du Peuple e la scrittura in rivolta, in: AA.VV., Ricerche sulla Comune, Atti del Colloquio internazionale di Gargnano (24-25 maggio 1973), Milano, Centro Grafico S., 1974, pp. 31-41[raccolto, poi, in B, alle pp. 179-196]
12. La "langue de la liberté". Notes sur le langage politique de Marat, in: AA.VV., Le langage politique de la Révolution française, matériaux divers par Vito Carofiglio, Milano, CUESP, 1975, 62 p.
13. Charles Maurras, in: AA.VV., I Contemporanei. Letteratura francese, opera diretta da Massimo Colesanti e Luigi de Nardis, Roma, Lucarini, 1976-1977, 2 voll., t. I, pp. 309-315.
14. Balzac nel sistema della duplicità: Pons e i "monstres", "Saggi e ricerche di letteratura francese", vol. XVI, nuova serie, 1977, pp. 371-399.[raccolto, poi, in LR, alle pp. 83-102]
15. Nell'estetica dell'orrido la maschera del razzismo, "Cinema Nuovo", marzo-aprile 1978, a. XXVII, n. 252, pp. 102-107.[raccolto, poi, in VS, alle pp. 195-202]
16. Da Balzac a L'Herbier: un dramma in riva al mare nell'occhio di Canudo, in: AA.VV., Ricciotto Canudo. 1877-1977, Atti del Congresso internazionale nel centenario della nascita (Bari-Gioia del Colle, 24-27 novembre 1977), a cura di Giovanni Dotoli, Fasano, Grafischena, 1978, pp. 225-230 [raccolto, poi, in VS, alle pp. 187-193].
17. Péguy e Gramsci: dialettica di un'identificazione, in: AA.VV, Péguy vivant, Atti del Convegno internazionale (Lecce, 27-30 aprile 1977), Lecce, Milella Editore, 1978, pp. 607-615.
18. Sortilegi, spiriti deboli e forti, e causidici (Evocazioni per un'antropologia letteraria del '600), "Quaderni del Seicento Francese", 3, 1979, pp. 53-72 [raccolto, poi, in VS, alle pp. 71-91].
19. Arti magiche e carte in tavola: Balzac e le "supreme scienze", "Lectures", n. 1, maggio 1979, pp. 103-132 [raccolto, poi, in LR, alle pp. 112-133].
20. Lectures, "Lectures", n. 1, Discorso e magia, maggio 1979, pp. 5-6 [non firmato].
21. Il fascicolo magico, ivi, pp. 7-8 [non firmato].
22. Tribuna, ivi, p. 233 [non firmato].
23. Jules Verne ovvero Giulio Verne viaggiatore straordinario e una guida, "Micromégas", 15-16, a. VI, nn. 2-3, nuova serie, maggio-dicembre 1979, pp. 175-177 [raccolto, poi, in VS, alle pp. 155-159].
24. Il fascicolo gastrologico, "Lectures", n. 2, Gastrologia, settembre 1979, pp. 5-7 [non firmato].
25. Un dottore in lettere gastrologiche e un "estomac incompris": Balzac e Pons, ivi, pp. 89-118 [raccolto, poi, in LR, alle pp. 145-160]
26. 1. [Tribuna] Pericoli e crudeltà, ivi, pp. 247-249 [non firmato].
27. II fascicolo 'enigrammatico', "Lectures", n. 3, Anagrammi/enigrammi, dicembre 1979, pp. 5-7 [non firmato].
28. Ana-thème sur / sans / vers c, ivi, p. 163 [a firma "V. C."].
29. 2. [Tribuna] Chi ci salverà dagli errori e dagli errata corrige?, ivi, p. 211 [non firmato].
30. Il fascicolo geronimiano, "Lectures", n. 4-5, Traduzione/tradizione, agosto 1980, pp. 5-6 [non firmato].
31. René Crevel alla prova d'italiano, ivi, pp. 239-252.
32. Il fascicolo barthesiano, "Lectures", n. 6, Roland Barthes, dicembre 1980, pp. 5-7 [non firmato].
33. Ebreo e spettri: ideologia e inconscio nei Sept Vieillard, in: AA.VV., Baudelaire poeta e critico, Atti del VII Convegno della Società Universitaria per gli Studi di Lingua e Letteratura Francese (Como, 6-7 ottobre 1978), Bologna, Patròn, 1981, pp. 55-75 (in collaborazione con Carmela Ferrandes) [raccolto, poi, in NB, alle pp. 131-153].
34. Claude Bernard e il funzionamento letterario di categorie e modelli scientifici, "Saggi e ricerche di letteratura francese", vol. XX, nuova serie, 1981, pp. 9-30.
35. Il fascicolo erotologico, "Lectures", n. 7-8, Erotologia, agosto 1981, pp. 5-7 [non firmato].
36. L'eros premiato e il concorso (dis)atteso, ivi, p. 261 [non firmato].
37. 3. [Tribuna] Lindekens e Barthes: più di una precisazione, ivi, pp. 322-323 [non firmato].
38. Epinal: lectures et images . Formes légendaires et tarot, "Annali della Facoltà di Lingue e Letterature straniere - Università di Bari", terza serie, II, 1, 1981, pp. 211-234 (in collaborazione con Augusto Ponzio) [relazione presentata al Convegno internazionale Visibilité/Lisibilité, Beer-Sheva, 28-30 aprile 1981].
39. Il fascicolo umoristico, "Lectures", n. 9, Humour/humeur, dicembre 1981, pp. 5-7 [non firmato]
40. Tra "humeur" e "humour": natura, ethos, degradazione e sublimazione, ovvero: come rendere alla Francia quel che non è (solo) inglese, ivi, pp. 11-41 [raccolto, poi, in VS, alle pp. 109-138].
41. 3. [Tribuna]. Lettori di "Lectures", ivi, pp. 245-246.
42. Lo "specchio" italiano: Machiavelli e i problemi del romanzo nelle Etudes sur M. Beyle di Balzac, in: AA.VV., Stendhal e Milano, Atti del 14º Congresso internazionale stendhaliano (Milano, 19-23 marzo 1980), Firenze, Olschki, 1982, 2 voll, t. II, pp. 849-862 [raccolto, poi, in LR, alle pp. 29-43].
43. Pour une sémantique de "pére" et de "patrie" chez Rousseau et Marat, "MOTS", n. 5, octobre 1982, pp. 51-66.
44. Claude Bernard e il funzionamento letterario di categorie e modelli scientifici, in: AA.VV., Claude Bernard. Scienza, filosofia, letteratura, a cura di Mauro Di Giandomenico, Prefazione di M. D. Grmek, Verona, Bertani Editore, 1982, pp. 351-363.
45. Lectures "nuova serie", "Lectures", n. 10, Scienza e coscienza letteraria, giugno 1982, pp. 5-6 [non firmato].
46. Il fascicolo sapiente, ivi, pp. 7-9 [non firmato].
47. Claude Bernard: medicina sperimentale, epistemologia e discorso, ivi, pp. 157-161.
48. Il fascicolo utopico, "Lectures", n. 11, Utopie, dicembre 1982, pp. 5-7 [non firmato].
49. Ritratto di Grimod, "La Gola", n. 4, febbraio 1983, pp. 9-10 [raccolto, poi, in VS, alle pp. 61-68].
50. Il fascicolo carcerario, "Lectures", n. 12, Prigioni, giugno 1983, pp. 5-7 [non firmato].
51. Châssis, "Lectures", ivi, p. 183 [a firma "V. C."].
52. Scrittura della prigionia/prigionia della scrittura, ivi, pp. 187-196 [raccolto, poi, in NB alle pp. 165-174].
53. 2. [Tribuna] La pietra di Cagliostro, ivi, pp. 222-223.
54. La metropolitana e la torre: per una lettura antropologica di testi stranieri, in: AA.VV., Educazione alla lettura, Atti del III Convegno LEND (Martina Franca, 22-24 ottobre 1980), Bologna, Zanichelli, 1983, 2 voll., t. I, pp. 272-277 (in collaborazione con Carmela Ferrandes) [raccolto, poi, in VS, alle pp. 205-212].
55. San Nicola di Bari e di Lorena: una leggenda fra scrittura e iconografia, in: AA.VV., Letteratura popolare di espressione francese dall' "Ancien Regime" all'Ottocento / Roland Barthes e il suo metodo critico, Atti del X Convegno della Società Universitaria per gli Studi di Lingua e Letteratura Francese (Bari, 6/10 maggio 1981), Fasano, Schena, 1983, pp. 51-74 [raccolto, poi, in VS, alle pp. 25-54].
56. Il fascicolo narratologico, "Lectures", n. 13, Narrazioni, dicembre 1983, pp. 7-8 [non firmato].
57. Enquête sur des tentatives d'application des méthodes et matériaux Open University aux structures et aux programmes italiens, in: AA.VV., Comunicação de massas e ensino a distancia, Actas da Conferencia internacionàl e Seminario (Lisboa, 14-18 de dezembro de 1981), Lisboa, Instituto Portugués de Ensino a Distancia, 1983, pp. 87-89.
58. Presentazione a: Carmela Ferrandes, Magia, scienza e scrittura. Saggi di cultura francese, Bari, Edizioni dal Sud, 1984, pp. 5-6.
59. Théorie du rire et anthropologie comparée du comique chez Stendhal et Baudelaire, in: AA.VV., Stendhal et le Romantisme: Art, littératures, voyages, Actes du XV Congrés international stendhalien (Mayence, 7-9 septembre 1982), textes recueillis par Victor Del Litto et Kurt Ringger, avec la collaboration de Mechthild Albert et Christof Weiand, Aran, Editions du Grand-Chene, 1984, pp. 279-285.
60. Il fascicolo malinconico, "Lectures", n. 14, Malinconia, giugno 1984, pp. 5-8 [non firmato].
61. Sotto il segno di Saturno, nel regno di Nadar: le pose di Nerval, Baudelaire e Hugo, ivi, pp. 127-152 [raccolto, poi, in NB, alle pp. 107-126].
62. Insegnamento a distanza e tecnologie educative: un problema per l'Università italiana e un'esperienza canadese, in: AA.VV., Scienze del linguaggio e insegnamento delle lingue e delle letterature, Atti del Convegno internazionale (Bari, 14-17 aprile 1982), Bari, Adriatica Editrice, 1984, vol. I, pp. 219-226.
63. L'acero tra ghiaccio e gola, "La Gola", n. 31, 1985, p. 19.
64. Lettura antropologica d'un testo teatrale: la Médée di Corneille, in: AA.VV., Lettura e ricezione del testo, Atti del Convegno internazionale (Lecce, 8-11 ottobre 1981), a cura di Barbara Wojciechowska Bianco, Lecce, Adriatica Editrice Salentina, s. d. [ma 1985], pp. 165-176 [raccolto, poi, in VS, alle pp. 93-106].
65. Il numero catastrofico, "Lectures", n. 15, Catastrofi, dicembre 1984, pp. 5-7 [non firmato].
66. Catastrophe: Vénus à l'ordinateur, ivi, pp. 173-174 [a firma "V. C."].
67. Il non-senso della 'catastrophe': l'ultimo Beckett, ivi, pp. 181-182.
68. Sartre e la memoria, in: AA.VV., Jean-Paul Sartre: teoria scrittura impegno, a cura di Vito Carofiglio e Giuseppe Semerari, Bari, Edizioni dal Sud, 1985, pp. 183-193.
69. Il programma, la parola, il gesto e gli atti, in: AA.VV., Le lingue straniere nella Scuola e nell'Università: problemi e prospettive, a cura di Carmela Ferrandes e Virgilio Marrone, presentazione di Vito Carofiglio, Bari, Edizioni dal Sud, 1985, pp. 9-12.
70. Le tecnologie educative: pratiche tradizionali e nuove frontiere, ivi, pp. 183-191.
71. Selvaggi turchi e intellettuali: il sud 'napoletano' di Stendhal, in: AA.VV., Stendhal, Roma, l'Italia, Atti del Congresso internazionale (Roma, 7-10 novembre 1983), a cura di Massimo Colesanti, Anna Jeronimidis, Letizia Norci Cagiano, Anna Maria Scaiola, Roma, Edizioni di Storia e Letteratura, 1985, pp. 381-399 [raccolto, poi, in VS, alle pp. 205-212].
72. Un Regno di Carte val bene un Re, Catalogo della Mostra "Nei regni delle carte" (Museo Storico della Città di Bari, 22 gennaio-2 febbraio 1986), a cura di Glauco L. Camilles, Bari, pp. 2-4 non numerate.
73. Il fascicolo indiscreto, "Lectures", n. 16, L'indiscrezione, 1985/1, pp. 5-7 [non firmato].
74. Lettres à "une autre" [Lise Gauvin], ivi, pp. 143-149.
75. Les aventures de la droite française et les avatars de Gramsci, "MOTS", n. 12, mars 1986, pp. 191-203 (in collaborazione con Carmela Ferrandes).
76. Charles Maurras, in: AA.VV., Letteratura francese. I contemporanei, a cura di Massimo Colesanti e Luigi de Nardis, Roma, Lucarini, 1986-1987, 3 voll. in 6 tomi, vol. I, t. I, pp. 309-315.
77. Nerval entre histoire et illusion. Magie napolitaine et séduction amoureuse, in: AA.VV., Le Rêve et la Vie. Aurelia, Sylvie, Les Chiméres, Actes du Colloque du 19 janvier 1986, présenté par Michel Crouzet, Paris, SEDES-CDU, 1986, pp. 83-96 [raccolto, poi, in NB, alle pp. 75-92].
78. Il fascicolo libresco, "Lectures", n. 17, Il libro, 1985/2, pp. 5-7 [non firmato].
79. I destini incrociati di un libro: I. Calvino fra "Castello", "Château" e "Tarots", ivi, pp. 139-146.
80. Mallarmé: Ecrits sur le Livre, ivi, pp. 211-212.
81. "Donne": Lucette Finas d'un livre à l'autre, ivi, pp. 212-214 [a firma "V. C."].
82. Il fascicolo cartologico, "Lectures", n. 18, Carte. Gioco divinazione scrittura, 1986/1, pp. 7-8 [non firmato].
83. Il "grand jeu" in Balzac, ivi, pp. 217-230 [raccolto, poi, in LR, alle pp. 133-144].
84. Il fascicolo automatista, "Lectures", n. 19, Automi, 1986/2, pp. 5-7 [non firmato].
85. Automi e variazioni: fra omaggi e dediche, ivi, pp. 123-133.
86. Charles Maurras, in: AA.VV., L'impegno e l'assurdo. Letteratura francese contemporanea, a cura di Massimo Colesanti e Luigi de Nardis, Roma, Lucarini, 1987, 2 voll.
87. I Fiori di Baudelaire ed il simbolismo barocco di Grazia Lodeserto, in: AA.VV., Catalogo della mostra (Con) TATTO BAUDELAIRE / verso (il) sublime, a cura di Giovanni Amodio, Fasano, Grafischena, 1987, pp. 16-19 [raccolto, poi, in NB, alle pp. 178-181].
88. Può una scrittura essere in rivolta? Il caso "Vallés giornalista" (e qualche altro), in: AA.VV., Jules Vallés giornalista, Atti del Colloquio italo-francese di Perugia (23-24 ottobre 1985), a cura di Maria Luisa Premuda Perosa, Napoli, Edizioni Scientifiche Italiane, 1987, pp. 1-14.
89. "Un amour" di Balzac: La Duchesse de Langeais, in: AA.VV., La Duchesse de Langeais, Materiali del III Seminario pasquale di Bagni di Lucca (maggio 1986), 2, Pisa, Pacini, 1987, pp. 5-14 [raccolto, poi, in LR, alle pp. 56-67].
90. Gertrude et Véronique. Les fictions de la réalité et celles de l'écriture pour Manzoni et Balzac, "Il Confronto letterario", IV, n. 7, maggio 1987, pp. 33-46 [raccolto, poi, in LR, alle pp. 175-188].
91. Il fascicolo mascherato, "Lectures", n. 20, Maschere, 1987/1, pp. 5-7.
92. "Cendrillon" in maschera e balletto, ivi, pp. 286-287 [a firma "V. C."].
93. Drammi di fine secolo: riflettori incrociati su Francia, Belgio e Québec, "Prova. Appunti & Schermaglie di Teatro", Teatro Abeliano di Bari, n. 2, 1987, pp. 43-52.
94. San Nicola nelle immagini popolari francesi, in: AA.VV., II Segno del Culto. San Nicola. Arte, iconografia e religiosità popolare, Bari, Edipuglia, 1987, pp. 103-117.
95. Chance, Necessity and Speech. Considerations on Monod, in: AA.VV., From Enzyme Adaptation to Natural Philosophy, Amsterdam-New York, Elsevier, 1987, pp. 217-224.
96. Il fascicolo numerologico, "Lectures", n. 21, Numeri, 1987/2, pp. 5-7 [non firmato].
97. Nerval segreto tra segni, numeri e lettere, ivi, pp. 83-100.
98. Liberare la parola per ritrovare la gioia di recitare senza paure, colloquio con Michel Vinaver, "Prova. Appunti & Schermaglie di Teatro", Teatro Abeliano di Bari, n. 3, 1988, pp. 26-28.
99. Sogno mediterraneo e scienza in Paul Valèry, Accademia Pugliese delle Scienze, "Atti e Relazioni", 1988, XLV/1 (Classe di Scienze morali), pp. 47-62.
100. La scena teatrale napoletana: da Octavie a Corilla, in: AA.VV., L'imaginaire nervalien. L'espace de l'Italie, Atti del Convegno internazionale (Perugia, 7-9 maggio 1987), textes recueillis et présentés par Monique Streiff Moretti, Napoli, Edizioni Scientifiche Italiane, 1988, pp. 247-259 [raccolto in NB, alle pp. 93-104].
101. Il folle-fascicolo, "Lectures", n. 22, Figure del folle, 1988/1, pp. 5-7 [non firmato].
102. Interrogativi sull' "écriture brute": un Questionnaire di Aimable Jayet, ivi, pp. 167-171.
103. La follia fra scienza e immaginario, ivi, pp. 185-186 [a firma "V. C."].
104. Il fascicolo mistiforme, "Lectures", n. 23, II sacro il mistico il letterario, 1988/2, pp. 5-7 [non firmato].
105. Quale mistica per la "voyance"?, ivi, pp. 221-223.
106. "Scienza dei santi" e discorso francese, ivi, pp. 223-224.
107. Nerval tra segni, numeri e lettere: con sensi segreti, in: AA.VV., Le culture es-teriche nella letteratura francese e nelle letterature francofone / Problemi di lessicologia e lessicografia dal Cinquecento al Settecento, Atti del XV Convegno della Società Universitaria per gli Studi di Lingua e Letteratura Francese (Pavia, 1-3 ottobre 1987), a cura di Elisa Biancardi, Margherita Botto, Dario Gibelli, Giorgetto Giorgi, Fasano, Schena, 1989, pp. 141-155 [raccolto in NB, alle pp. 57-74].
108. Le Saint-Laurent: réalité et métaphore dans la poésie de Gatien Lapointe, in: AA.VV., Canada ieri e oggi 2, Atti del 7º Convegno internazionale di Studi Canadesi (Acireale, 18-22 maggio 1988), I, Sezione francofona a cura di Giovanni Dotoli e Sergio Zoppi, Fasano, Schena, 1990, pp. 397-410.
109. Due numeri rivoluzionari: il 24 e il 25, "Lectures", n. 24, 1789 e dopo. I. Lumi diritti scritture, 1989/1, p. 5 [non firmato].
110. L'écriture de l'histoire et les dons de l'écriture, ivi, pp. 243-244.
111. L' 89 e oltre: un'impresa per la cultura, ivi, p.245 [a firma "V. C."] .
112. Il quotidiano pratico e simbolico del Bicentenario: verso un bilancio, ivi pp. 246-248 [a firma "V. C."].
113. Due numeri rivoluzionari: il 24 e il 25, "Lectures", n. 25, 1789 e dopo. II. Arti letteratura filosofia linguaggio, 1989/2, pp. 5-6 [non firmato].
114. Nota di Direzione, ivi, pp. 7-8.
115. Carte "filosofiche" e pedagogia rivoluzionaria: i "mani" di Rousseau, ivi, pp. 11-28.
116. Une langue, des langages pur la Révolution, ivi, pp. 271-273.
117. Donne-Artiste in Rivoluzione, ivi, pp. 281-282 [a firma "V. C."].
118. Péripéties de l'Unité nationale et caricatures politiques en Italie, "Chroniques italiennes", Université de la Sorbonne Nouvelle, 1990, 22/23, pp. 35-46.
119. Roblès: un teatro dell'uomo e la morte eseguita, in: AA.VV., Umanesimo e 'mediterraneità' di Emmanuel Roblès, Atti del Colloquio internazionale (Palermo, 20-24 maggio 1987), a cura di Giovanni Saverio Santangelo, Palermo, Palumbo, 1990, pp. 181-190.
120. Un'identità rivoluzionaria: tra "chants" e "contes berbères" di Cabilia, in: AA.VV., Letteratura e civiltà nei Paesi africani di lingua francese, Atti del Convegno internazionale mediterraneo (Catania-Siracusa, 24-27 novembre 1986), a cura di Maria Teresa Puleio, Catania, C.U.E.C.M., 1990, pp. 277-288.
121. Abenteur der nationalen Einheit und politischen Karikaturen in Italien: Einige Europäische Bilder und Indizien, in: AA.VV., Die Karikatur zwischen Republik und Zensur (Frankfurt am Main, 24-27 maggio 1988), Marburg, Jonas Verlag, 1991, pp. 445-454, tr. fr.: L'aventure de l'unité nationale dans la satire illustrée italienne: le cadre européen de la caricature, in AA.VV., La caricature entre République et censure, Lyon, Presses Huniversitaires de Lyon, 1996, pp. 295-402.
122. La mort, le culte et la parole dans le Médecin de campagne, in: AA.VV., Narrer. L'art et la manière, textes recueillis par Mireille Calle-Gruber, "Revue des Sciences Humaines", t. LXXXXV, n. 221, janvier-mars 1991, pp. 105-119 [raccolto, poi, in LR, alle pp. 161-175].
123. Il brando e l'ascia: emblemi di morte in André Chénier, in: AA.VV., La Rivoluzione francese. Filosofia. Letteratura. Storia, Atti del Convegno Internazionale (Pavia, 17-19 novembre 1988), a cura di Giorgetto Giorgi e Aurelio Principato, "Il Confronto letterario", Supplemento al n. 15, Fasano, Schena, 1991, pp. 147-155.
124. Sacrificio estetico in Balzac: Sarrasine e dintorni, "Athanor", Arte e sacrificio, 2, 1991, pp. 88-93.
125. L' immagine e la ripetizione: l'ebreo errante fino a Baudelaire (e oltre), in: AA.VV., Figure dell'erranza. Immaginario del percorso nel romanzo francese contemporaneo, a cura di Gianfranco Rubino, Roma, Bulzoni, 1991, pp. 33-58.
126. Mme Jeanne Sauvé e gli armonici letterari: il discorso d'insediamento alla vice-corona canadese (1984), in: AA.VV., Canada ieri e oggi 3, Atti dell'8º Convegno internazionale di Studi Canadesi (Torre Canne, 25-28 aprile 1990), I, Sezione francofona, a cura di Giovanni Dotoli e Sergio Zoppi, vol. I, Fasano, Schena, 1992, pp. 155-164.
127. Transgression et persuasion dans le discours de Jules Vallès: de La Commune de Paris à L'Insurgé, in: AA.VV., Jules Vallès. Rhétorique, politique, imaginaire, Actes du II Colloque international Jules Vallés (Clermont-Ferrand, 1er-4 avril 1992), réunis et présentés par François Marotin, "Les Amis de Jules Vallès - Revue d'Etudes vallésiennes", n. 16, juin 1993, pp. 231-242 (in collaborazione con Ida Porfido).
128. Sartre: la scrittura di diario dai Mots ai Carnets, in: AA.VV., Gli scritti postumi di Sartre, a cura di Giovanni Invitto e Aniello Montano, Genova, Marietti, 1993, pp. 109-119.
129. Le désastre de Cythère: du voyage nervalien aux contemplations poétiques, in: AA.VV., Vers l'Orient par la Gréce avec Nerval et d'autres voyageurs (Syros, 3-7 juillet 1988), textes recueillis par Loukia Droulia et Vasso Mentzou, Paris, Klincksieck, 1993, pp. 161-168.
130. Note rossiniane tra Balzac e Stendhal, in: AA.VV., Stendhal tra Letteratura e Musica, Atti del Convegno internazionale (Martina Franca, 26-29 novembre 1992), a cura di Giovanni Dotoli, Fasano, Schena, 1993, pp. 141-156 [raccolto, poi, in LR, alle pp. 196-208].
131. Un Balzac `gotico' : Le Sorcier, in: AA.VV., Il "Roman noir". Forme e significato. Antecedenti e posterità, Atti del XVIII Convegno della Societa Universitaria per gli Studi di Lingua e Letteratura Francese (Lecce, 16-19 maggio 1991), a cura di Barbara Wojciechowska Bianco, Genève-Moncalieri, Slatkine/C.I.R.V.I., 1993, pp. 293-305 [raccolto, poi, in LR, alle pp. 103-111].
132. Croce e la letteratura francese, "Rassegna di Studi Crociani", a. IV, n. 5, ottobre 1993, pp. XXVIII-XXXVI.
133. Croce e la letteratura francese, in: AA.VV. Croce quarant'anni dopo, a cura dell'Istituto Nazionale di Studi Crociani, Pescara-Sulmona, EDIARS, 1993, pp. 81-109.
134. "Les mots et les images". Elogio di Magritte, in: AA.VV., Parcours et Rencontres. Mélanges de langue, d'histoire et de littérature françaises offerts à Enea Balmas, réunis par Paolo Carile, Giovanni Dotoli, Anna Maria Raugei, Michel Simonin, Luigia Zilli, Paris, Klincksieck, 1993, 2 voll., t. II: XVIII siècle - XXee siècle, pp. 1407-1410.
135. Leonardo da Vinci fra storia e mitologia: esperienza francese, Accademia Pugliese delle Scienze, "Atti e relazioni" 1994, XLVII/1, (Classe di scienze morali), pp. 11-23.
136. Misteri d'Oriente in Michel Tournier, in: AA.VV., Il senso del nonsenso, Studi in memoria di Lynn Salkin Sbiroli, a cura di Monique Streiff Moretti, Mireille Revol Cappelletti, 0. Martinez, Napoli, Edizioni Scientifiche Italiane, 1994, pp. 613-619.
137. L'uomo tragico. L'Europa e l'utopia della cultura, in: AA.VV., Idea e realtà dell'Europa: lingue, letterature, ideologie, Atti del Convegno organizzato della Facoltà di Lingue e Letterature Straniere dell'Università degli Studi di Bari (4-6 maggio 1992), "Annali della Facoltà di Lingue e Letterature Straniere", terza Serie, XI, 1991-94, a cura di Augusto Ponzio, pp. 269-274.
138. Il "nouveau" tra romanzo e cinema in Francia negli anni della "nouvelle vague", in: AA.VV., Sentieri del cinema. Il cinema francese degli anni Sessanta, Università degli Studi di Bari / Edizioni dal Sud, 1994, pp. 9-14.
139. Communautés, vues et fragments de vie, "Athanor", Communautés, n. 5, 1994, pp. 100-108.
140. Presentazione, in: AA.VV., L'Europa e il Teatro, a cura di Vito Carofiglio, Bari, Edizioni dal Sud, 1995, pp. 7-8.
141. Frantumazione del mito in Iphigénie Hôtel di Michel Vinaver, ivi, pp. 113-120.
142. Bari: il Teatro e l'Europa, ivi, pp. 325-327.
143. La Francia per appulo-napoletani nel secolo dei Lumi, "Franco-Italica", n. 7, Champion-Slatkine, 1995, pp. 199-215.
144. Una scommessa col Teatro in dialetto, "Prova. Appunti & Schermaglie di Teatro", Teatro Abeliano di Bari, n. 4, marzo 1995, pp. 25-26.
145. Valéry entre Léonard et Croce: lumière et cécité d'Italie, "Rèmanences", n. 4-5, juin 1995, pp. 199-208.
146. Mondi, immondi e mondani nel Père Goriot, "Athanor" [Ravenna], Mondo, n. 6, 1995, pp. 151-158.
147. Introduzione a: André Gide, Teseo, testo francese a fronte, traduzione e note di Elisabetta Minervini, Bari, Palomar, 1996, pp. 9-11.
148. Entro il Voltaire di Valéry e oltre, "Micromégas", 61-62, a. XXII, nn. 1-2, gennaio-dicembre 1995, pp. 157-174.
149. Avant-propos a: Anita Bergna, Entraînement à la traduction, Bari, Edizioni dal Sud, 1996, p. 5.
150. Presentazione a: Domenico Rodolfo, Ballate del Mediterraneo, Bari, Palomar, 1996, pp. 5-10.
151. La visione tragica di Agrippa d'Aubigné, in AA.VV., Politique et littérature en France au XVIe et XVIIe siècles, Actes du Colloque international (Monopoli, 28 septembre-1 octobre 1995), Bari-Paris, Adriatica-Didier Erudition, pp. 87-115.
152. Stendhal: l'impossibile teatro, in AA.VV., Stendhal europeo, Atti del Congresso internazionale (Milano, 19-21 maggio 1992), a cura di Rosa Ghigo Bezzola, Fasano-Parigi, Schena-Nizet, 1996, pp. 69-92.
153. Poesia e scienza nel sogno mediterraneo di Paul Valéry, in AA.VV., Le due sponde del Mediterraneo: immagini reciproche, Atti del congresso internazionale (Trieste, 1-3 dicembre 1995), a cura di Giovanna Trisolini, "Letterature di frontiere"/"Littératures frontalières", anno VII, n. 1, gennaio-giugno 1997, pp. 243-257.
154. La ricezione del testo teatrale (Appunti per una lezione), in AA.VV., Fenomenologia delle relazioni, a cura di Giuseppe Semerari, Bari, Palomar, 1997, pp. 49-64.
155. Cocteau ‘poeta’ tra le arti, in AA.VV., Musica, Cinema e Letteratura, Atti del convegno internazionale (Martina Franca, 29-30 luglio 1996), a cura di Giovanni Dotoli, Fasano, Schena, 1997, pp. 171-182.
156. Cristallisations balzaciennes chez Proust, in AA.VV., Marcel Proust. Camins creuats III, Atti del Congrés internacional Victor Siurana (Lleida, 23-26 d'octoubre de 1995), Angels Santa ed., Lleida, Edicions de la Universitat de Lleida/Pagès Editors, 1997, pp. 143-156.
157. Leonardo come simbolo in Valéry, comunicazione presentata alla Giornata di studio Paul Valéry: "Existence du symbolisme" (Roma, 13 maggio 1996)
158. Identità e differenze in letteratura: “casi francesi”, comunicazione presentata al Convegno nazionale multidisciplinare “Identità e differenza”, 1993, organizzato dalla dott.ssa Isabella Liliana Stea per la Scuola di Formazione in Psicoterapia psicanalitica individuale dell'A.R.I.R.I e pubblicata in Sudi in onore di Vito Carofiglio, Schena, 1998

### Numeri monografici di“Lectures”
- Discorso e magia, n. 1, maggio 1979
- Gastrologia, n. 2, settembre 1979
- Anagrammi/enigrammi, n. 3, dicembre 1979
- Traduzione/tradizione, n. 4-5, agosto 1980
- Roland Barthes, n. 6, dicembre 1980
- Erotologia, n. 7-8, agosto 1981
- Humour/humeur, n. 9, dicembre 1981
- Scienza e coscienza letteraria, n. 10, giugno 1982
- Utopie, n. 11, dicembre 1982
- Prigioni, n. 12, giugno 1983
- Narrazioni, n. 13, dicembre 1983
- Malinconia, n. 14, giugno 1984
- Catastrofi, n. 15, dicembre 1984, pp. 5-7
- L'indiscrezione, n. 16, 1985/1
- Il libro, n. 17, 1985/2
- Carte. Gioco divinazione scrittura, n. 18, 1986/1
- Automi, n. 19, 1986/2
- Maschere, n. 20, 1987/1
- Numeri, n. 21, 1987/2
- Figure del folle, n. 22, 1988/1
- II sacro il mistico il letterario, n. 23, 1988/2
- 1789 e dopo. I. Lumi diritti scritture, n. 24, 1989/1
- 1789 e dopo. II. Arti letteratura filosofia linguaggio, n. 25, 1989/2

### Poesia
- Vent du Sud, 16 poesie francesi con testo italiano a fronte, Bari, Edizioni dal Sud, 1984, 53 p.
- Regina dei venti e del mattino. Poema d' amore, Bari, Edizioni dal Sud, 1988, [fuori commercio].
- Le forme dell'arte. Poesie. Bari, Palomar, 2001
- Il papiro assurdo. Poesie tra il 1965 e il 1977 [In attesa di pubblicazione]

### Teatro
- Voltaire pare Voltaire, un dramma (più di uno), Bari, Edizioni dal Sud, 1986, 41 p
- Filosofi in carrozzella, discorsi critico-drammatici, Bari, Edizioni dal Sud, 1989, 91 p.
- Honoré de Balzac, Sarrasine, riduzione scenica di Vito Carofiglio, Bari, Fratelli Laterza, 1991, 73 p.
- La macchina di Leonardo, Bari, Edizioni dal Sud, 1992, 77 p.
- Medea Nova, Bari, Palomar, 1995, 69 p.
- La fèmmena qualùngue – Sceche-Spirre Gugliélme veldàte a la barése e ‘mbregghiàte da Vite Carofiglie, Bari, Edizioni Dal Sud, 2000

### Articoli pubblicati sulla "Gazzetta del Mezzogiorno"
- `Encyclopedie', dizionario della ragione moderna, 28 aprile 1979 [raccolto, poi, in GM].
- La Bovary sono io [G. Flaubert], 9 maggio 1980 [raccolto, poi, in GM].
- E sul mondo marciarono i surrealisti, 17 luglio 1980 [raccolto, poi, in GM].
- Apollinaire, quando la maledizione è poesia, 26 agosto 1980 [raccolto, poi, in GM].
- André Gide maestro di inquietudini, 19 febbraio 1981 [raccolto, poi, in GM].
- Roland Barthes e il Milano-Lecce, 26 marzo 1981 [raccolto, poi, in GM].
- San Nicola è amante dei francesi, 7 maggio 1981.
- Céline, un grande (detto con orrore e reticenza), 1 luglio 1981 [raccolto, poi, in GM].
- Un pizzico di dinamite nella minestra [A. Rimbaud], 13 agosto 1981 [raccolto, poi, in GM].
- Chi preferisce 12 Hitler a un ebreo?, 1 novembre 1981.
- Ma D'Alembert ha la parrucca, 2 marzo 1982.
- Scrisse la storia del popolo (e Marx si arrabbiò) [E. Sue], 16 aprile 1982 [raccolto, poi, in GM].
- San Nicola vagabondo tradito dai baresi, 6 maggio 1982.
- Scrivendo l'uomo ha sfidato la morte, 23 giugno 1982.
- Duecento volumi e duecento figlie [Restif de la Bretonne], 15 agosto 1982 [raccolto, poi, in GM].
- Da quel segno capirò il mondo, 27 agosto 1982.
- Un colpo di pistola nel concerto [Stendhal], 19 settembre 1982 [raccolto, poi, in GM].
- Galeotto porco e anche traditore [J. Jenet], 5 dicembre 1982 [raccolto, poi, in GM].
- Louis Aragon una vita per la libertà, 27 dicembre 1982 [raccolto, poi, in GM].
- Arrigo Beyle milanese visse, scrisse, amò..., 23 gennaio 1983 [raccolto, poi, in GM].
- Quel francese è il migliore buffone italiano, 15 febbraio 1983.
- San Nicola in cantina mi guarda di traverso, 9 maggio 1983.
- Un Wagner ritrovato e mai perduto, 10 agosto 1983 [raccolto, poi, in GM].
- Aron io non ti leggo, 25 settembre 1983 [raccolto, poi, in GM].
- La quercia caduta [R. Aron], 18 ottobre 1983 [raccolto, poi, in GM].
- Gustave Doré rivale di se stesso, 9 novembre 1983 [raccolto, poi, in GM].
- Provaci ancora Margherita, 8 febbraio 1984.
- Buon sangue non mente (anche nei versi fatti per gioco), 23 febbraio 1984.
- Vado, vedo e torno tutto nuovo, 10 settembre 1984.
- Un occhiolino dalla Francia, 29 settembre 1984 [raccolto, poi, in GM].
- Che meraviglia: tutto a posto niente in ordine, 2 ottobre 1994.
- Se non vai all'università lei verrà a te, 16 ottobre 1984.
- Immersi nell'effetto notte [F. Truffaut], 23 ottobre 1994 [raccolto, poi, in GM].
- La gente del silenzio, 6 novembre 1984.
- Non fate caso all'amico del poeta [M. Proust], 19 gennaio 1985 [raccolto, poi, in GM].
- La scienza finisce in poesia, 25 febbraio 1985.
- Un mazzo di fiori del male, 18 marzo 1985 [raccolto, poi, in NB alle pp. 175-177 col titolo Baudelaire e i "Fiori" di Muscetta].
- Dalla parte di chi assale il cielo [V. Hugo], 22 maggio 1985 [raccolto, poi, in GM].
- Quell'Oriente estremo e vicino, 4 luglio 1985.
- Lo scrittore della "folgorante discontinuità" [C. Simon], 18 ottobre 1985 [raccolto, poi, in GM].
- Tranquilli torneremo a sognare, 18 dicembre 1985.
- Servitori di due padroni [J. P. Sartre], 2 gennaio 1986 [raccolto, poi, in GM].
- Giochiamo a carte è una cosa seria, 19 gennaio 1986 [raccolto, poi, in GM].
- Tesi di laurea: storia del cinema, 3 febbraio 1986.
- Il diario scritto all'alba [P. Valéry], 26 marzo 1986 [raccolto, poi, in GM].
- San Nicola il furto si ripete, 13 dicembre 1986.
- Cronaca di una morte annunciata [S. de Beauvoir], 16 aprile 1986 [raccolto, poi, in GM].
- Avevo una poesia piccolina in Canada, 29 aprile 1986
- Poeta portatile come una enciclopedia [R. Queneau], 25 ottobre 1986 [raccolto, poi, in GM].
- La nostra parte d'eternità [A. Malraux], 12 maggio 1987 [raccolto, poi, in GM].
- Principesse alla corte di San Nicola, 18 giugno 1987.
- Com'è triste Venezia a carnevale [Saint-Non], 30 giugno 1987 [raccolto, poi, in GM].
- Lo scienziato intona un "cantico", 18 luglio 1987.
- Frusta la tua mente con la lingua, 16 dicembre 1987.
- È morta Marguerite ma resta Immortale [M. Yourcenar], 19 dicembre 1987 [raccolto, poi, in GM].
- La Francia a pezzetti e senz'ordine, 29 gennaio 1988.
- A Bari un sogno d'Oriente, 16 febbraio 1988.
- Scippati nel cuore, 11 aprile 1988.
- Due campane sulla donna e sull'amore [J. Michelet e J. Barbey d'Aurevilly], 18 aprile 1988 [raccolto, poi, in GM].
- I fiori del male, tutti da vedere, 28 aprile 1988.
- Ne uccide più la lingua inglese..., 25 settembre 1988.
- Un Angelo dalla parte dei briganti, 2 dicembre 1988.
- Satanica la paura non i versetti, 23 febbraio 1989.
- Cara Rivoluzione mai potrò dimenticarti, 13 marzo 1989 [raccolto, poi, in GM].
- Il poeta chiarovveggente, 11 aprile 1989.
- Un lume sulla proprietà, 26 agosto 1989 [raccolto, poi, in GM].
- Un uomo venuto dal nord, 7 settembre 1989.
- Portarono tutti la coccarda, 25 ottobre 1989.
- Rivoluzione francese un'epidemia, 29 dicembre 1989.
- Bentornato angelo della notte, 25 gennaio 1990.
- Nostalgia del continente perduto, 7 febbraio 1990.
- In miniera c'è una donna: per l'uomo [S. Weil], 13 marzo 1990 [raccolto, poi, in GM].
- Ditelo pure con la lingua del padrone, 27 marzo 1990.
- 1789: l'enigma di Béjart, 1 aprile 1990.
- Jean-Paul Sartre in purgatorio anzi all'inferno, 14 aprile 1990 [raccolto, poi, in GM].
- Razzismo & Fraternità cosa succede in Francia?, 26 maggio 1990.
- Una casetta in Canada ma per parlare francese, 30 giugno 1990.
- Pensieri in punta di spillo, 6 luglio 1990.
- L'arte del buffone diventa metafora della realtà, 5 agosto 1990.
- Spirito nero in corpo bianco, 28 settembre 1990.
- L'Italia? Bella donna da amare [Stendhal], 4 novembre 1990 [raccolto, poi, in GM].
- Sul fronte del porto cento colori, 30 novembre 1990.
- L'uomo che ascoltava il deserto [E. Jabès], 4 gennaio 1991 [raccolto, poi, in GM].
- L'amata e odiata Francia del Verri, 23 gennaio 1991.
- Lì si è ingolfata anche la memoria, 9 febbraio 1991.
- Quell'anarchico nipote di Rameau che sa anche sconfiggere i filosofi, 8 maggio 1991.
- Nero su bianco il romanzo che fa paura, 22 maggio 1991.
- In Italia leggevano alla francese, 4 luglio 1991.
- Don Giovanni? Play-boy senza Macchia, 17 luglio 1991.
- Qui lo dico e qui lo nego, 5 settembre 1991.
- Georges Brassens il "pornografo del fonografo", 31 ottobre 1991 [raccolto, poi, in GM].
- Pittoresca era la Puglia pittoresca [Sain-Non], 24 novembre 1991 [raccolto, poi, in GM].
- Tra scienza e fede la sintesi di un poeta, 29 novembre 1991.
- L'angelo con un diavolo in corpo, 13 dicembre 1991.
- Enrico nel paese delle meraviglie, 29 febbraio 1992.
- Allonsanfàn tutti insieme moderatamente, 24 aprile 1992.
- Zitto Molière parla la figlia, 17 aprile 1992.
- <Siamo tutti assassini> firmato Louis [L. Althusser], 2 giugno 1992 [raccolto, poi, in GM].
- Parigi non vuol fare l'americana, 11 agosto 1992.
- Difficile è la morte di un angelo maledetto [R. Crevel], 1 settembre 1992 [raccolto, poi, in GM].
- Giovanni Macchia l'allegria dell'intelligenza, 14 novembre 1992.
- Nel giardino del serpente c'era la donna, 17 febbraio 1993.
- L'uomo sarà quel che è nella toilette, 6 maggio 1993.
- Metti una sera a cena..., 14 luglio 1993.
- Rompi lo specchio prima della delusione, 17 settembre 1993.
- Il diavolo inglese si nasconde in una bottiglia, 2 marzo 1994.
- Un rumeno a Parigi città aperta, 29 marzo 1994.
- Amato Céline ma non la sua anima nera, 9 giugno 1994 [raccolto, poi, in GM].
- Lo sguardo di Valéry sul mondo che incalza, 13 novembre 1994.
- Colpisce ancora l'eroe della tolleranza [Voltaire], 20 novembre 1994 [raccolto, poi, in GM].
- Nel giardino dei dubbi, 27 dicembre 1994.
- Parigi festeggia un secolo di sogni, 25 gennaio 1995. [raccolto, poi, in GM].
- Mably, laico <profeta> dell'uguaglianza, 6 marzo 1995 [raccolto, poi, in GM].
- Da Gauguin alla Bomba, muore un paradiso, 11 settembre 1995.
- È tutto un cinema [G. Deleuze], 8 gennaio 1996 [raccolto, poi, in GM].
- Un uomo nella pianura nuda, 14 maggio 1996.
- È sempre verde il raggio di Eric Rohmer, 4 luglio 1996.